# Aartsbisdom Imphal
Het aartsbisdom Imphal (Latijn: Archidioecesis Imphalensis) is een rooms-katholiek aartsbisdom met als zetel Imphal, in India. De aartsbisschop van Imphal is metropoliet van de kerkprovincie Imphal, waartoe ook het volgende suffragane bisdom behoort:
- Kohima

## Geschiedenis
Het aartsbisdom werd opgericht op 28 maart 1980, als het bisdom Imphal, uit delen van het bisdom Kohima-Imphal, en was suffragaan aan het aartsbisdom Shillong. Op 10 juli 1995 werd het verheven tot metropolitaan aartsbisdom.

## Parochies
Het aartsbisdom had in 2021 een oppervlakte van 22.356 km2 en telde 2.884.350 inwoners waarvan 3,5% rooms-katholiek was.

## Aartsbisschoppen
- Joseph Mittathany (28 maart 1980 - 12 juli 2006)
- Dominic Lumon (12 juli 2006 - 7 oktober 2023; coadjutor sinds 18 januari 2002)
- Linus Neli (7 oktober 2023 - heden)

## Galerij van afbeeldingen

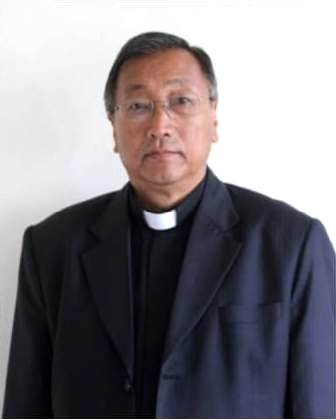
Aartsbisschop Linus Neli (2023-heden)

Imphal (aartsbisdom) · Kohima